# اکیار، گرسوش
اکیار، گرسوش (به لاتین: Akyar, Gercüş) یک منطقهٔ مسکونی در ترکیه است که در استان باتمان واقع شده‌است.

## خصوصیات
اکیار ۲۷۸ نفر جمعیت دارد.